# Даровица (приток Зимней)
Даровица — река в России, протекает в Юрьянском районе Кировской области. Устье реки находится в 5 км по правому берегу реки Зимняя. Длина реки составляет 14 км.
Исток реки находится у села Верходворье (Верховинское сельское поселение) в 13 км к северо-западу от посёлка Юрья. Река течёт по ненаселённой местности на северо-восток, затем на юго-восток. Крупнейший приток — Малая Даровица (левый). Впадает в Зимнюю выше деревни Зимняя в 11 км к северо-востоку от посёлка Юрья.

## Данные водного реестра
По данным государственного водного реестра России относится к Камскому бассейновому округу, водохозяйственный участок реки — Вятка от города Киров до города Котельнич, речной подбассейн реки — Вятка. Речной бассейн реки — Кама.
Код объекта в государственном водном реестре — 10010300312111100034433.